# Tour de Veyrines
La tour de Veyrines est un vestige d'un ancien château et situé sur la commune de Mérignac, dans le département français de la Gironde.

## Histoire
En 1290, Édouard Ier, roi d'Angleterre et duc d'Aquitaine autorise la baronnie de Veyrines à se fortifier. Au XIVe siècle, le rez de chaussée de la tour est transformé en chapelle et le couloir d'entrée est muré. Le domaine est acheté en 1526 par la jurade de Bordeaux.
Au milieu du XVIIIe siècle, le château est détruit à l'exception de la tour d'entrée qui servait de repère pour les géographes de l'époque. La tour est vendue comme bien national lors de la révolution française.
La tour de Veyrines est classée au titre des monuments historiques par la liste de 1875.

## Localisation
La tour est située dans la rue de la Tour-de-Veyrines, à Mérignac dans le département français de la Gironde.

## Description
La tour subsistante est le passage d'entrée de l'ancienne forteresse. La tour a une hauteur de 20 mètres et ses cotés mesurent environ 10 mètres. Des mâchicoulis coiffent la tour. Au XVIe siècle, des peintures murales recouvrent les murs du rez de chaussée alors transformé en chapelle. Mal protégées, ces peinture murales d'influence méridionales, anglaises et gothiques ont, pour la plupart, aujourd'hui disparu.

## Galerie

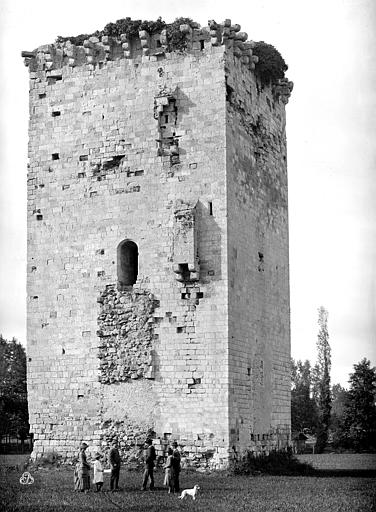
La tour en 1882
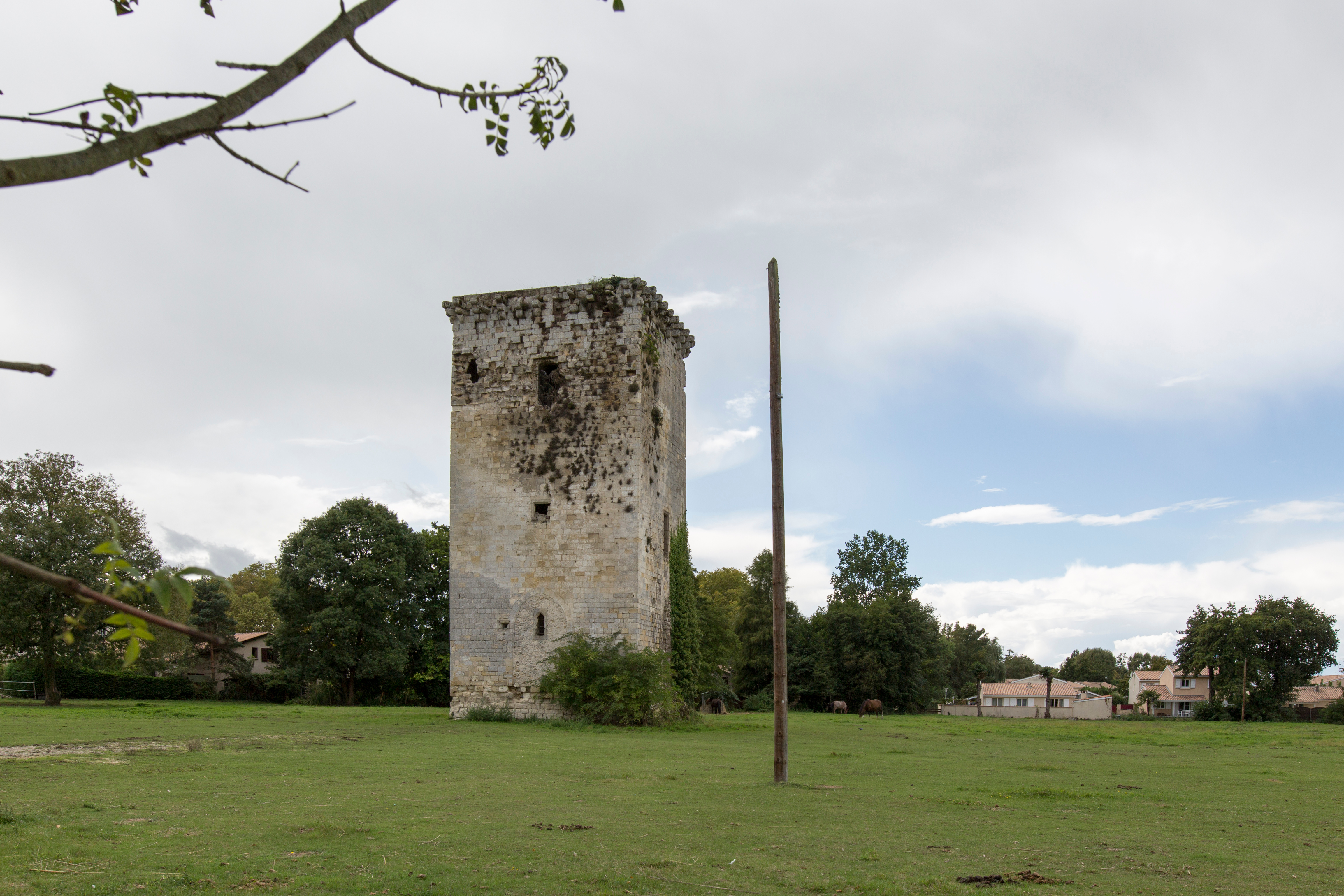
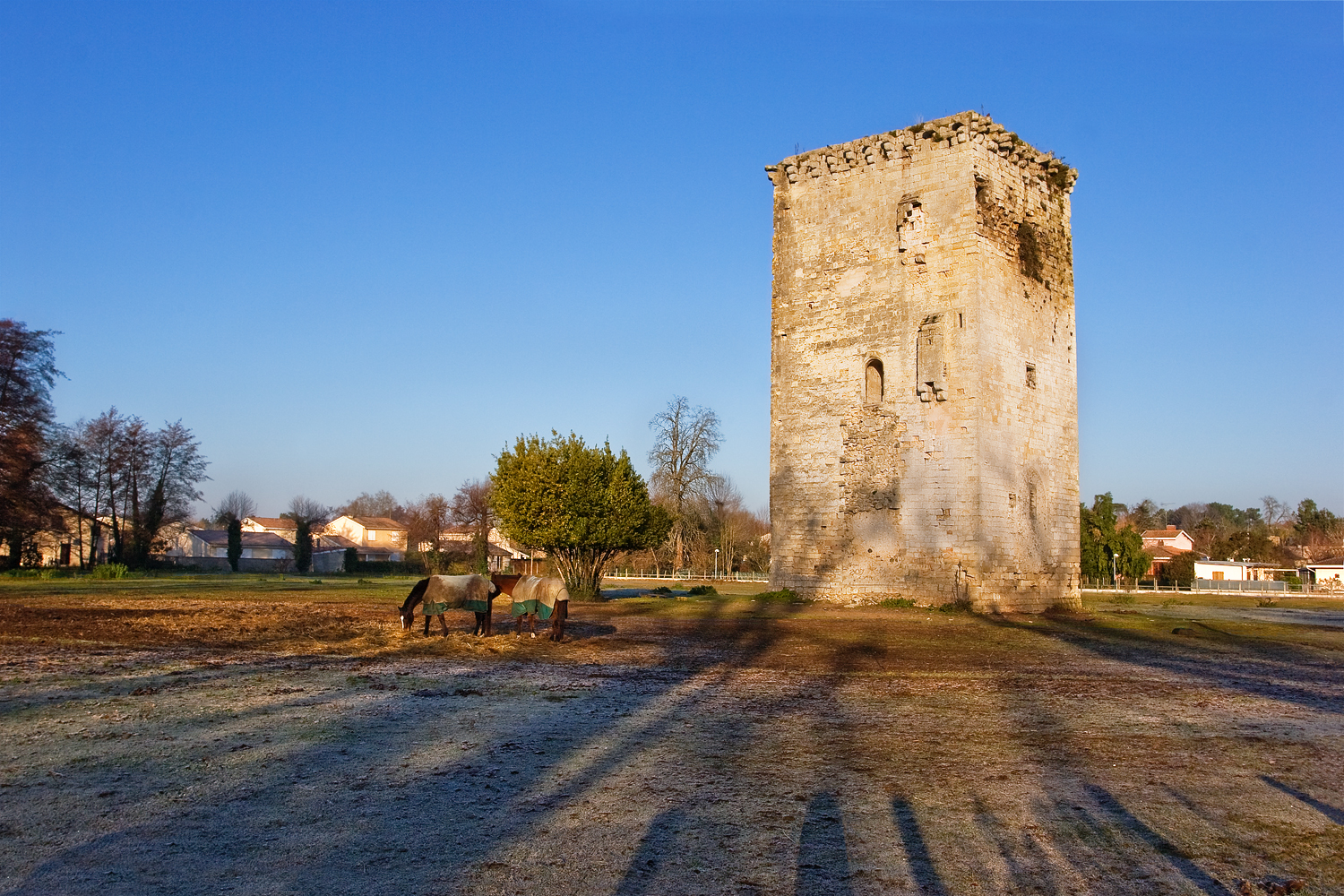